# Puyvert
Puyvert é uma comuna francesa na região administrativa da Provença-Alpes-Costa Azul, no departamento de Vaucluse. Estende-se por uma área de 9,78 km². Em 2010 a comuna tinha 831 habitantes (densidade: 85 hab./km²).